# Josef František z Auerspergu
Kardinál Josef František Antonín hrabě z Auerspergu (německy Joseph Franz Anton Graf von Auersperg, 31. ledna 1734 Vídeň – 21. srpna 1795 Pasov) byl rakouský šlechtic a římskokatolický kněz. V letech 1784–1795 byl knížetem-biskupem v Pasově a v roce 1789 byl jmenován kardinálem. Patřil k významným osobnostem osvícenství a podporoval josefinské reformy, v Pasově proslul také jako mecenáš kultury a školství.

## Životopis

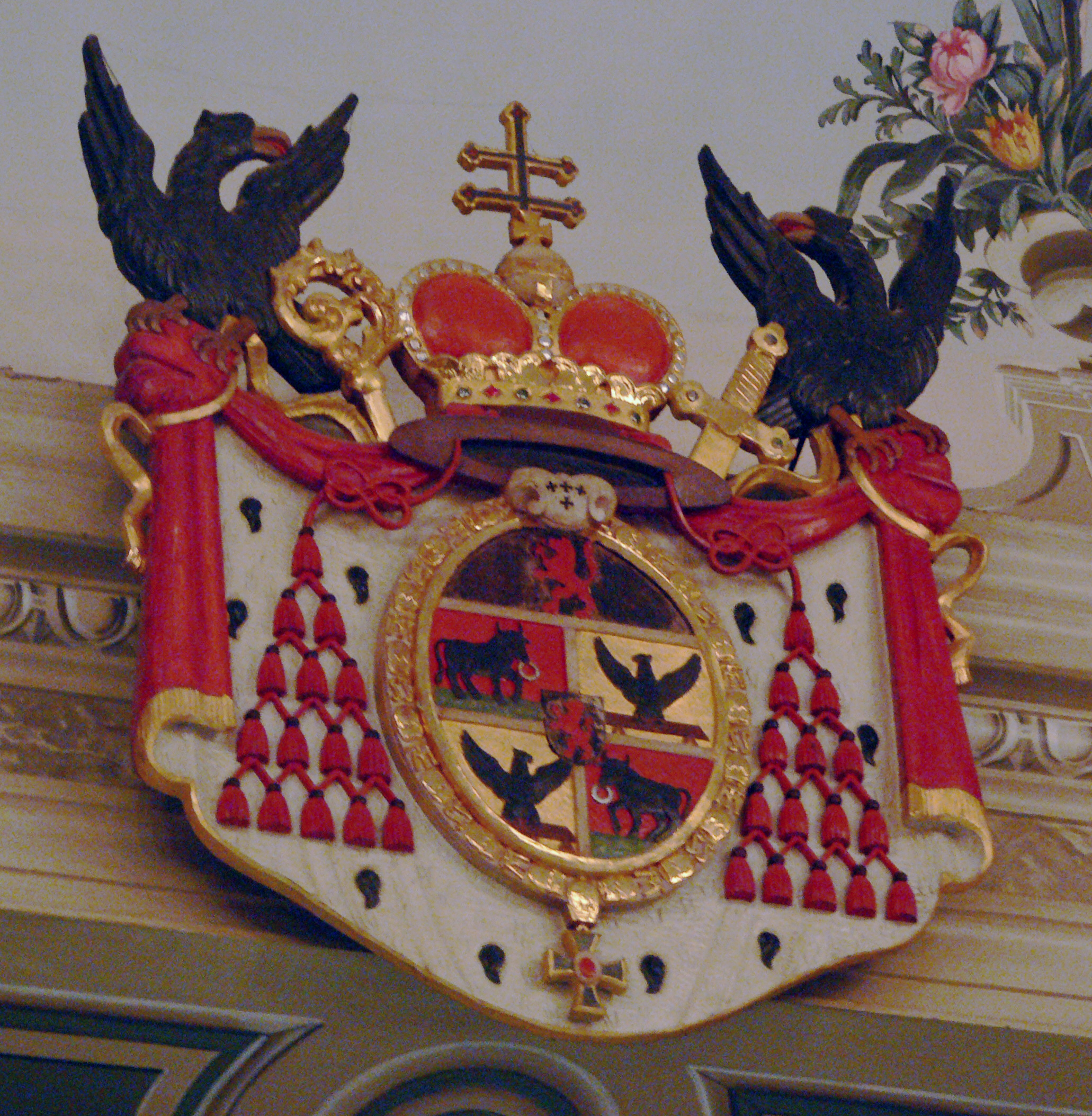
Erb kardinála Auersperga na budově divadla v Pasově

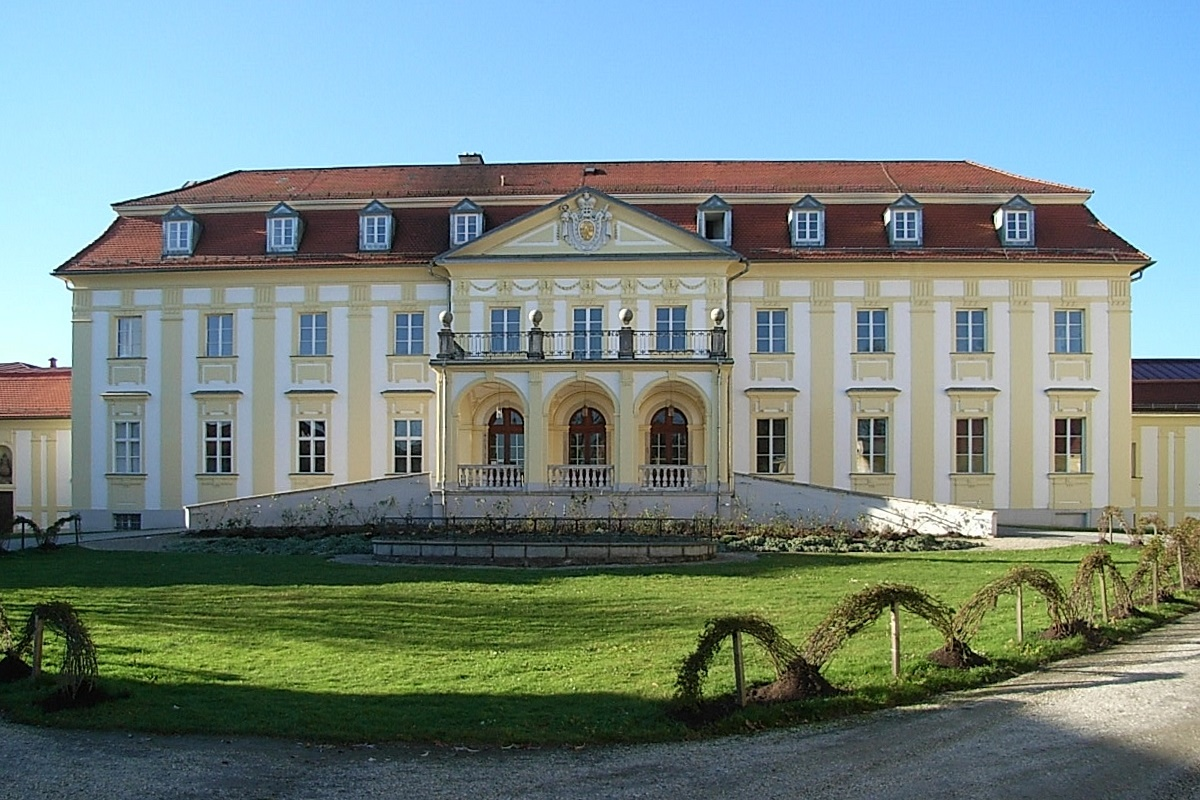
Zámek Freudenhain v Pasově, letní sídlo kardinála Auersperga

Pocházel z významné šlechtické rodiny Auerspergů, narodil se jako mladší syn císařského nejvyššího komořího knížete Jindřicha Josefa z Auerspergu (1696–1783) a jeho druhé manželky Marie Františky, rozené hraběnky Trautsonové (1708–1761). Jeho starší bratři Karel Josef (1720–1800) a Jan Adam (1721–1795) z otcova prvního manželství získali svými sňatky značný majetek v Čechách (Vlašim, Žleby, Slatiňany), mladší bratři František Jan (1741–1795) a František Xaver (1749–1808) sloužili v armádě a dosáhli generálských hodností.
Josef František studoval filozofii ve Vídni a práva v Římě, ještě před kněžským svěcením získal několik obročí, byl jmenován kanovníkem v Pasově (1752) a Salcburku (1753), v roce 1757 se stal proboštem v Ardaggeru.
V lednu 1763 byl jmenován biskupem v Lavantu, zároveň si směl ponechat předchozí získaná beneficia. V letech 1763–1773 byl souběžně generálním vikářem pro Salcbursko a Korutansko. V říjnu 1772 se stal biskupem v Gurku, kde byl slavnostně intronizován 1. května 1773. Ve svých diecézích podporoval školství a v duchu osvícenství omezoval okázalé projevy barokní zbožnosti, čímž si získal přízeň císaře Josefa II. Mimo jiné prosazoval, aby se liturgické slavnosti konaly v místním jazyce, což v Gurku byla slovinština. V roce 1782 přivítal v Lublani papeže Pia VI. při jeho návštěvě habsburské monarchie.
V roce 1784 byl zvolen biskupem v Pasově, s touto hodností byl spojen titul církevního říšského knížete s právem účasti na říšském sněmu. V Pasově pokračoval v podpoře josefínských reforem, do praxe uváděl císařův toleranční patent a zakazoval pronásledování protestantů. Josef II. jej však donutil, aby se pasovská diecéze vzdala svých území v rakouských zemích, kde byly následně zřízeny dvě nové diecéze v Linzi a St. Pölten (1784). V pasovské diecézi proslul Auersperg jako mecenáš, nechal stavět školy a nemocnice, jako centra vzdělanosti podporoval také divadla. V Pasově nechal jako své letní sídlo postavit zámek Freudenhain (1785–1792).
V roce 1789 byl jmenován kardinálem, formální převzetí kardinálského klobouku v Římě ale neabsolvoval. Za zásluhy obdržel v roce 1791 velkokříž Řádu sv. Štěpána.
Hrabě Josef František Antonín z Auerspergu zemřel náhle v Pasově 21. srpna 1795 ve věku 61 let a byl pohřben v pasovské katedrále sv. Štěpána.